# Wallace Spearmon
Wallace Spearmon, Jr. (Chicago, 24 de dezembro de 1984) é um atleta norte-americano, especialista de corridas de velocidade (sprint), campeão do mundo em Osaka 2007.
Em 2006 obteve marca que tornou-o momentaneamente o 5º melhor atleta da História dos 200 metros: 19,65 s. Apenas Usain Bolt, Yohan Blake, Michael Johnson e Xavier Carter haviam obtido marcas melhores até esta data.

## Recordes pessoais[2]
| Evento             | Tempo (seg) | Local                | Data                    |
| ------------------ | ----------- | -------------------- | ----------------------- |
| 60 metros (indoor) | 6.66        | Fayetteville, EUA    | 11 de fevereiro de 2012 |
| 100 metros         | 9.96        | Shanghai, China      | 28 de setembro de 2007  |
| 200 metros         | 19.65       | Daegu, Coréia do Sul | 28 de setembro de 2006  |
| 400 metros         | 45.22       | Paris, França        | 8 de julho de 2006      |